# Boeing B-50 Superfortress
El Boeing B-50 Superfortress fue un bombardero estratégico cuatrimotor fabricado por la compañía estadounidense Boeing entre 1947 y 1953, basándose en el bombardero Boeing B-29 Superfortress de la Segunda Guerra Mundial, pero con diversas mejoras con respecto a este, como un mayor estabilizador vertical o unos motores radiales Pratt & Whitney R-4360 más potentes. El avión realizó su primer vuelo el 25 de junio de 1947, entrando en servicio al año siguiente en la Fuerza Aérea Estadounidense, que fue la única que operó el modelo.

## Diseño y desarrollo
El programa del B-50 comenzó siendo denominado XB-44 Superfortress, que consistía en un B-29A (número de serie 42-93845) modificado por la compañía Pratt & Whitney en 1944 para que pudiera aceptar motores de mayor tamaño, y que realizó su primer vuelo en mayo de 1945.
En un principio, esa modificación iba a ser incluida en el programa del B-29, y el modelo resultante hubiera recibido la denominación B-29D, pero debido a que el XB-44 recibió otros cambios estructurales como consecuencia del aumento de la potencia, peso y el consumo de combustible, se decidió cambiar la designación militar del modelo para que constara como un nuevo modelo, siendo denominado Boeing B-50 Superfortress en diciembre de 1945.
El diseño del B-50 serviría posteriormente de base para el avión de pasajeros Boeing 377, y también para el de transporte militar C-97 Stratofreighter, y la variante cisterna de este último, el KC-97 Stratotanker.
Con la introducción del turborreactor Boeing B-47 Stratojet, los B-29 y B-50 Superfortress fueron siendo retirados de manera gradual.

## Historia operacional

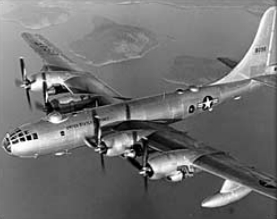
Boeing B-50D Superfortress.

La compañía estadounidense Boeing construyó 371 unidades entre todas las variantes del B-50 Superfortress entre los años 1947 y 1953, llegando a estar la versión cisterna en servicio hasta 1965.
La versión de reconocimiento RB-50B (conversión del B-50B) desempeñó un papel importante, realizando labores de espionaje durante la Guerra Fría. También la versión cisterna designada KB-50 llegó a usarse durante los primeros años de la Guerra de Vietnam.
En el año 1949, el B-50 llamado Luck Lady II, a los mandos del capitán James Gallagher, se convirtió en el primer avión que realizó una circunnavegación del planeta sin realizar ninguna parada, gracias a que realizó distintos reabastecimientos de combustible en vuelo.
El B-50 Superfortress fue uno de los últimos bombarderos construidos que iba equipado con motores de pistones. Fue retirado de su papel como bombardero atómico en 1955, convirtiéndose muchas unidades en versiones cisterna KB-50, y tiempo después desplegados al Sudeste Asiático para dar apoyo a las operaciones tácticas.
Los B-50 comenzaron a ser retirados del servicio cuando un KB-50 accidentado en vuelo en 1965 reveló que el modelo sufría de problemas de corrosión. En la actualidad no se conserva ninguna unidad en condiciones de vuelo, pero sí cinco ejemplares en exposición en distintos museos aéreos de los Estados Unidos.

## Variantes

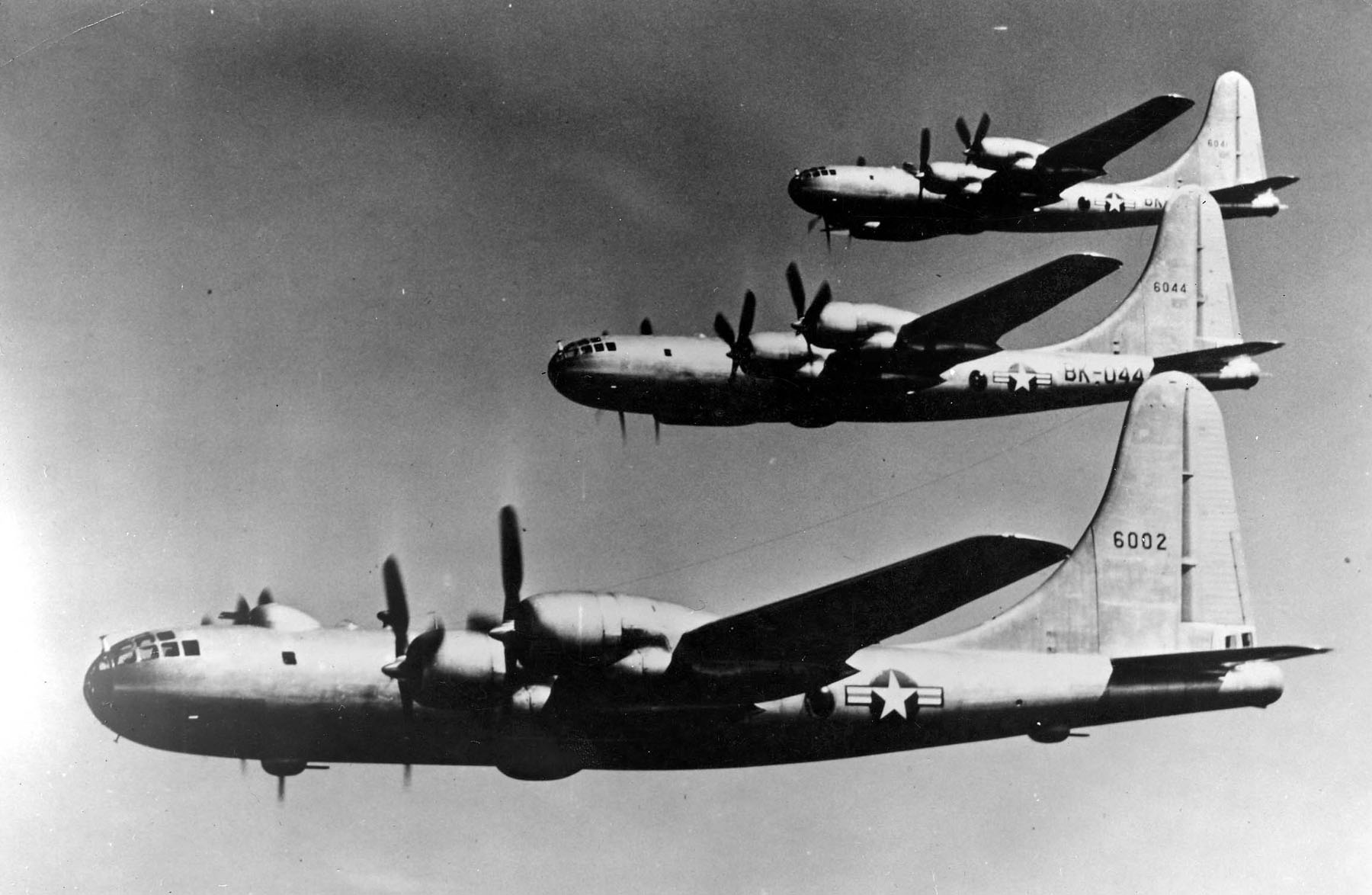
Tres B-50B en vuelo.

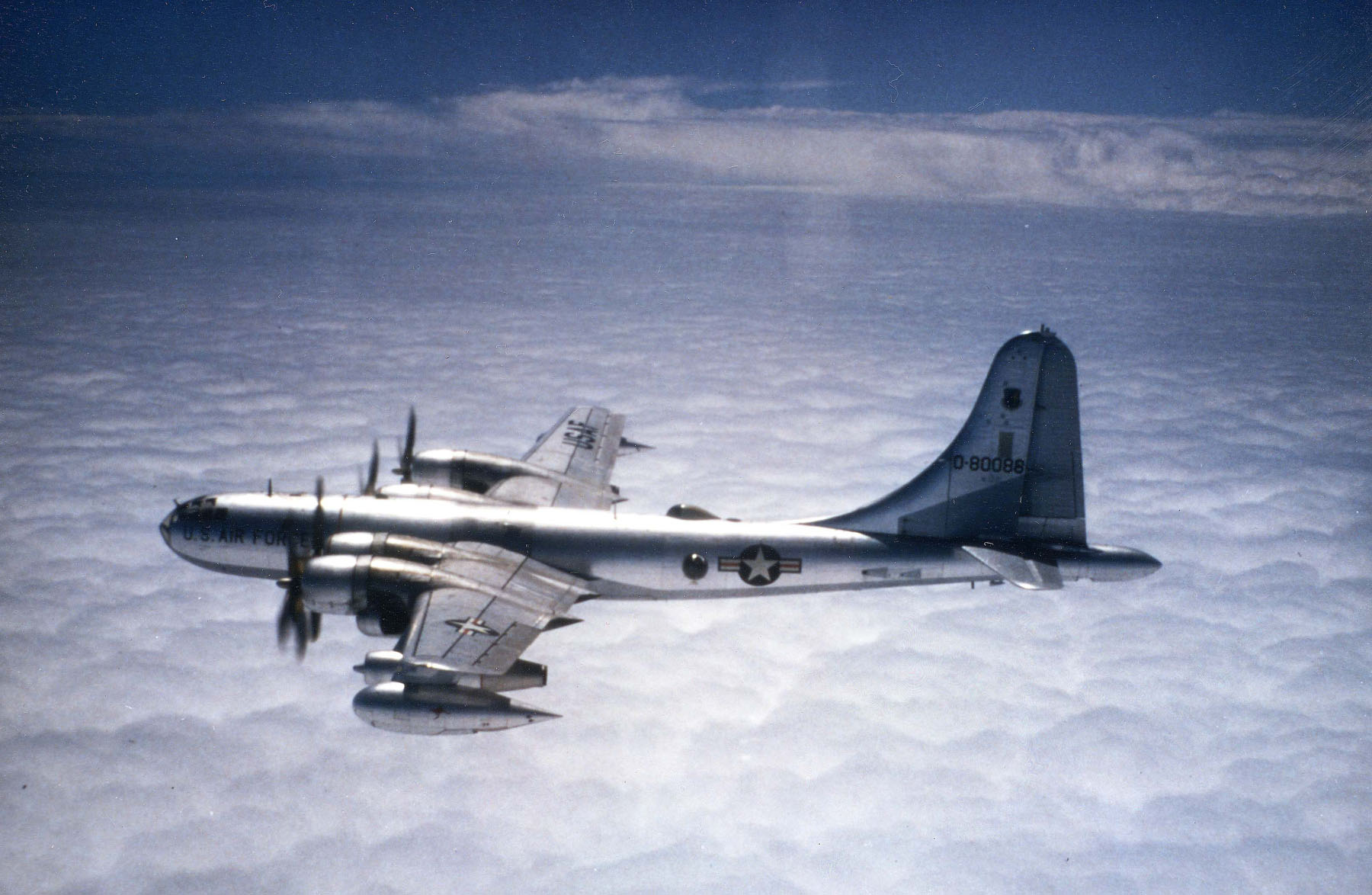
KB-50J en vuelo.

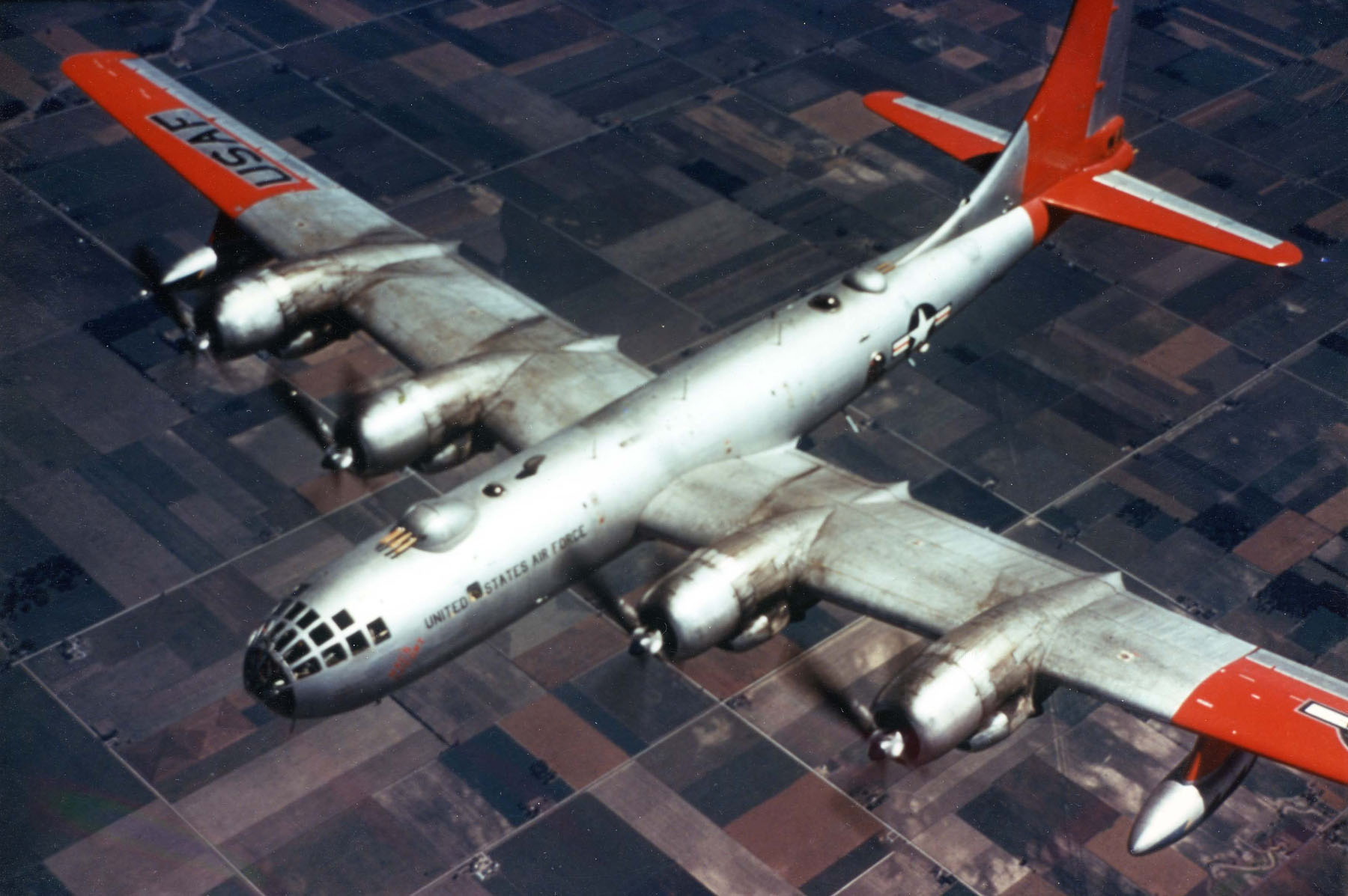
RB-50F en vuelo.

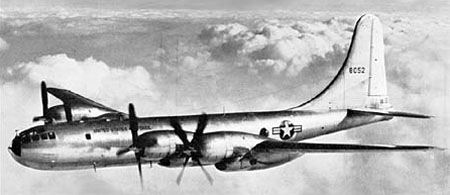
TB-50D en vuelo.

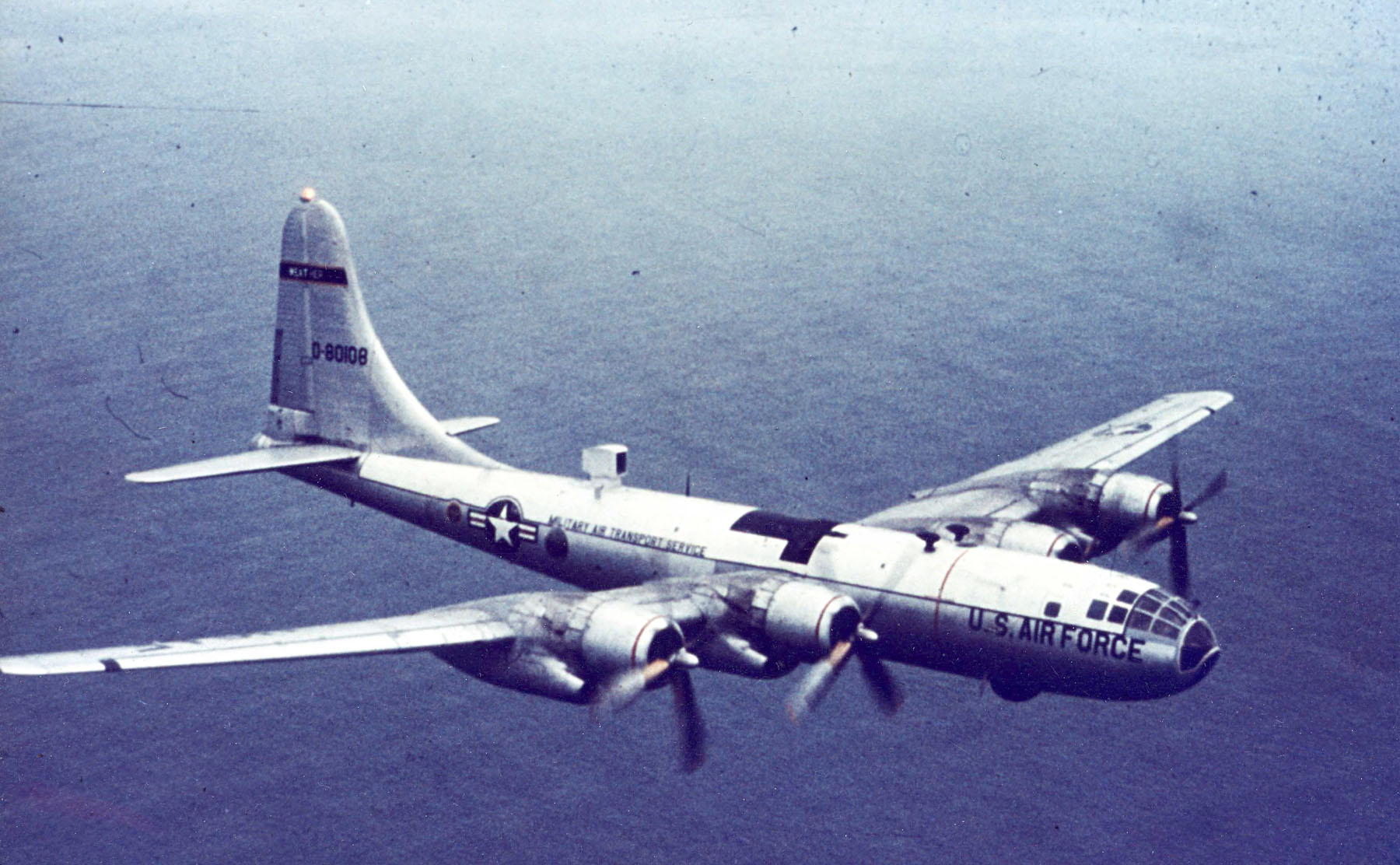
WB-50D en vuelo.

XB-44
Un B-29A modificado por Pratt & Whitney para ser equipado con motores más potentes. Inicialmente designado B-29D, acabó siendo designado B-50A en diciembre de 1945. Una unidad convertida.
B-50A
Primera versión de producción del B-50, con la estructura alar reforzada, más ligero y un timón de cola más alto que el B-29. 79 unidades construidas.
B-50B
Versión con mayor peso que la anterior, y que incluía un nuevo depósito de combustible más ligero. 45 unidades construidas.
B-50D
Versión de producción definitiva del B-50. Muchos incluían el sistema de reabastecimiento de combustible en vuelo. 222 unidades construidas.
DB-50D
Conversión de un B-50B que era capaz de lanzar el misil GAM-63 RASCAL. Una unidad convertida.
EB-50B
Conversión de un B-50B con una modificación en el tren de aterrizaje. Una unidad convertida.
KB-50
Versión cisterna del B-50. 134 unidades convertidas.
KB-50J
Versión cisterna del B-50 que tenía un rendimiento mejorado gracias a la instalación de dos turborreactores General Electric J47 bajo las alas. 112 unidades convertidas.
KB-50K
Versión cisterna de las variantes de entrenamiento TB-50H. 24 unidades convertidas.
RB-50B
Salvo una única unidad, todos los demás B-50B fueron convertidos en aviones de reconocimiento, equipados con nueve cámaras en cuatro estaciones, instrumentos meteorológicos y la bodega de bombas adaptada para alojar a la tripulación. 44 unidades convertidas.
RB-50E
Conversión en versión fotográfica de algunos RB-50B. 14 unidades convertidas.
RB-50F
Conversión de la versión RB-50B, equipada con radar de navegación SHORAN para realizar misiones especiales. 14 unidades convertidas.
RB-50G
Conversión de la versión RB-50B, equipada con estaciones de contramedidas electrónicas y radar de navegación SHORAN. 15 unidades convertidas.
TB-50A
Versión de entrenamiento del B-50A. 11 unidades convertidas.
TB-50D
Versión de entrenamiento del B-50D. 11 unidades convertidas.
TB-50H
Versión de entrenamiento renovada. 24 unidades construidas.
WB-50
Conversión de reconocimiento climático del B-50.
WB-50D
Conversión de reconocimiento climático de modelos B-50D que se quedaban obsoletos, y que iban equipados con equipos meteorológicos. 36 unidades convertidas. Algunos de estos modelos realizaron vuelos entre 1953 y 1955 para detectar la posible detonación soviética de armas atómicas. 36 unidades convertidas.
YB-50C
Versión que iba a ser equipada con una modificación de los motores. Ninguna unidad construida.
B-54A
Versión propuesta del YB-50C.
RB-54A
Propuesta de una versión de reconocimiento del YB-50C.

## Operadores
Estados Unidos
- Fuerza Aérea Estadounidense

## Especificaciones

### Características generales
- Tripulación: 8
- Longitud: 30,2 m (99,1 ft)
- Envergadura: 43,1 m (141,4 ft)
- Altura: 10 m (32,8 ft)
- Superficie alar: 161,3 m² (1736,3 ft²)
- Peso vacío: 36 560 kg (80 578,2 lb)
- Peso cargado: 55 270 kg (121 815,1 lb)
- Peso útil: 17 010 kg (37 490 lb)
- Peso máximo al despegue: 78 470 kg (172 947,9 lb)
- Planta motriz: 4× motor radial de 28 cilindros en cuatro filas refrigerado por aire Pratt & Whitney R-4360.
  - Potencia: 2610 kW (3500 HP; 3549 CV) cada uno.

### Rendimiento
- Velocidad máxima operativa (Vno): 636 km/h (395 MPH; 343 kt)
- Velocidad crucero (Vc): 393 km/h (244 MPH; 212 kt)
- Radio de acción: 3860 m (12 664 ft)
- Alcance en ferry: 9270 m (30 413 ft)
- Techo de vuelo: 11 170 m (36 647 ft)
- Régimen de ascenso: 11,3 m/s (2224 ft/min)
- Carga alar: 343 kg/m² (70,3 lb/ft²)
- Potencia/peso: 193 w/kg (0,115 hp/lb)

### Armamento
- Armas de proyectiles: 

  - 12x ametralladora Browning M2 de 12,7 mm en torretas dirigidas por control remoto
- Bombas: 

  - 9100 kg en la bodega interna
  - 3600 kg en los puntos de anclaje exteriores
- Otros: 

  - 1 cañón de 20 mm en la cola

## Aeronaves relacionadas

### Desarrollos relacionados
- Boeing B-29 Superfortress
- Boeing KB-50
- Boeing B-54
- Boeing C-97 Stratofreighter
- Boeing KC-97 Stratotanker
- Boeing 377
- Aero Spacelines Pregnant Guppy
- Aero Spacelines Super Guppy
- Aero Spacelines Mini Guppy
- Tupolev Tu-4

### Aeronaves similares
- Tupolev Tu-85

### Secuencias de designación
- Secuencia B-_ (Bombarderos del USAAC/USAAF/USAF, 1926-1962): ← B-41 - B-42 - B-43 - B-44 - B-45 - XB-46 - B-47 - XB-48 - YB-49 - B-50 - XB-51 - B-52 - XB-53 - B-54 →